# De nerveuze Nerviërs
De nerveuze Nerviërs (ook wel: De nerveuze Nerviers, zonder trema) is het tweeënzestigste stripverhaal uit de reeks van Suske en Wiske. Het is geschreven door Willy Vandersteen en gepubliceerd in De Standaard en Het Nieuwsblad van 21 december 1963 tot en met 1 mei 1964. 
De eerste albumuitgave was in 1964. Het was het eerste album in de gezamenlijke tweekleurenreeks en kreeg hier nummer 51. In 1967 werd De nerveuze Nerviërs heruitgebracht als nummer 69 in de Vierkleurenreeks. In 1999 verscheen het verhaal in zijn geheel oorspronkelijke vorm opnieuw in Suske en Wiske Klassiek. 

## Personages
- Suske, Wiske, Lambik, Jerom, tante Sidonia, professor Barabas, Twistorix, Pintorix en Zanziorix (bosgeesten), Santérix en zijn vrouw Kokadildis, Gertrudildis, Zware Jeforix, Nerviërs, Libeldildis (bosnimf), Romeinen, Corpus Rondix (Romeins veldheer).

## Uitvindingen
- De teletijdmachine, elektronisch brein

## Het verhaal
Lambik heeft zijn vrienden uitgenodigd voor een picknick en loopt naar een steengroeve. Door een ontploffing komt een ingang van een grot bloot te liggen, maar de vrienden gaan met de gewonde Lambik naar huis. Wiske heeft iets zien bewegen en gaat samen met Suske naar de grot. Ze vinden een pot en dalen af in een put. Beneden zien ze drie kwade bosgeesten, Twistorix, Pintorix en Zanziorix, die 2000 jaar geleden door een druïde van de Nerviërs zijn opgesloten in de grot. Ze komen in moeilijkheden, maar Wiske kan Lambik en Jerom nog waarschuwen. De geesten proberen met een dobbelspel, muziek en bier Jerom over te halen niet te vechten, maar hij vindt Suske en ze gaan naar huis. Lambik gelooft niks van het verhaal over de bosgeesten. Ze stoppen bij professor Barabas, die met zijn elektronisch brein informatie over bosgeesten opvraagt. Met de teletijdmachine bekijken ze de tijd van de Nerviërs en ze zien een paaldorp. Maar dan knapt de lamp van de teletijdmachine en Jerom brengt de kinderen naar huis.
Lambik krijgt de sleutel van het laboratorium, maar wordt dronken gevoerd door de bosgeesten en speelt een dobbelspel. Hij verliest de sleutel en de bosgeesten willen het verleden van Jerom zien, omdat hij niet vatbaar was voor hun streken. Professor Barabas vertelt dat Jeroms familie altijd goede huwelijken had en toont Santérix en zijn vrouw Kokadildis, die net nadat de bosgeesten in de grot werden opgesloten leefden. De bosgeesten worden naar die tijd geflitst en Jerom gaat hen achterna. Jerom ontmoet een druïde en wordt zelf ook druïde gemaakt. Als rechter en dokter hoedt hij over het dorp en ziet dat de mannen in een kroeg gelokt worden door Pintorix. Hij vernielt de kroeg, maar de geesten verstoppen allemaal biertonnen in het bos en lokken Jerom zo weg. Santérix komt in het dorp en verspeelt net als de andere mannen veel, zijn vrouw Kokadildis is boos en hij heeft spijt. In het bos komt hij Jerom tegen en hij verbiedt het dobbelspel. De vrouwen krijgen een belangrijke plaats toebedeeld in het dorpsleven.
Maar Twistorix lokt de kinderen van het dorp met muziek in een bergplaats onder een boom. Jerom bevrijdt de kinderen en dan houdt een bosgeest de bosnimf Libeldildis voor de gek. Ze geeft hem een bloem, degene die eraan ruikt zal in slaap vallen. Jerom ruikt aan de bloem en valt in slaap. De bosgeesten leren de mannen handel, en de vrouwen willen luxegoederen. De mannen zijn nu veel weg voor zaken en als Santérix inziet dat de kinderen worden verwaarloosd verbiedt hij de handel. De mannen komen in opstand en als de bosnimf erachter komt dat ze voor de gek is gehouden laat ze Jerom ontwaken. Ze wil met Jerom trouwen en Kokadildis stemt stiekem toe. Jerom redt de mannen en de kinderen van de bosgeesten en de mensen komen tot het besluit de familie voorop te stellen. De bosgeesten wijzen Romeinse verkenners naar het dorp, maar worden door de bosnimf weggetoverd.
Libeldildis wil met Jerom trouwen, maar hij wordt net op tijd naar zijn eigen tijd geflitst. Ze zien haar huilen op het scherm van de teletijdmachine, maar dan zien de vrienden ook een legioen Romeinen. Jerom gaat weer terug naar het verleden, maar wordt weer in slaap gebracht door Libeldildis. Lambik, Suske en Wiske gaan ook naar het verleden en vechten tegen de Romeinen. Dan wordt tante Sidonia met een grote magneet naar het verleden gebracht. De Romeinen worden verslagen door deze magneet en Caesar zal verklaren dat dit de dapperste Galliërs zijn. Lambik praat met Libeldildis en zij laat Jerom weer ontwaken. Professor Barabas flitst de vrienden na een feest weer naar hun eigen tijd.

## Trivia
- Dit was het eerste verhaal in de reeks dat niet meer in het Vlaams werd uitgebracht. Sidonia zegt aan het begin van het verhaal tijdens de picknick dat ze van nu af alleen nog Algemeen Beschaafd Nederlands zullen spreken. Vanaf dat moment wil ze daarom zelf Sidonia genoemd worden, in plaats van Sidonie. Dit markeert het samenvoegen van de Vlaamse en Hollandse reeks: in de Vlaamse reeks waren de dialogen met name sterk Antwerps gekleurd. Ook Jerom krijgt in dit verhaal zijn definitieve naam; in de Nederlandse reeks heette hij eerder Jeroen.[1]
- Professor Barabas beweert in strook 31 dat Jeroms voorouders in hun jeugd allemaal  sterk en wilskrachtig waren. Het eerste geslacht Jerom is volgens Barabas ontstaan in de wouden van Gallië, vlak voor de Romeinse bezetting. In De dolle musketiers is Jerom echter een holbewoner die ontdooid werd tijdens de zeventiende eeuw. Als deze Jerom dus uit de prehistorie stamt, kan de eerste generatie Jerom nooit pas ontstaan zijn tijdens de periode dat de Romeinen Gallië bezetten. Ook in De malle mergpijp en De slimme slapjanus wordt onthuld dat Jerom eigenlijk uit de oertijd afkomstig is.
- In februari 2017 zijn de originele tekeningen op Catawiki geveild. De voorste pagina bracht 3000 euro op. Het laatste blad 2900 euro. In het totaal brachten alle bladen samen honderdduizend euro op.[2]